# 이언 에버트
이언 에버트(Ian Evatt, 1981년 11월 19일 ~ )는 잉글랜드의 전 축구 선수이자 현 축구 지도자로 현재 EFL 리그 원 볼턴 원더러스의 감독으로 재직 중이며 현역 시절 중앙 미드필더로 시작했다가 이후 중앙 수비수로 포지션을 변경했다.

## 선수 시절
1999년 더비 카운티에서 선수 생활을 시작하여 2001-02 시즌 노샘프턴 타운으로 임대 이적하여 리그 11경기에 출전한 뒤 2002-03 시즌을 앞두고 더비 카운티로 복귀하여 공식전 33경기에 출전했다.
그 후 2003-04 시즌부터 2004-05 시즌까지 체스터필드 FC 소속으로 공식전 90경기 10골을 기록하며 팀의 주전으로 활약한 후 2005-06 시즌에는 EFL 챔피언십의 퀸스 파크 레인저스 소속으로 28경기에 출전했다.
그리고 2006-07 시즌을 앞두고 블랙풀 FC로 이적하면서 본격적으로 팀의 주전으로 발돋움하기 시작했고 이후 2012-13 시즌까지 7시즌동안 공식전 251경기 10골을 기록하며 2006-07 시즌 EFL 리그 원 플레이오프 우승 및 차기 시즌 EFL 챔피언십 승격, 2009-10 시즌 EFL 챔피언십 플레이오프 우승 및 창단 첫 프리미어리그 승격 등에 이바지했으며 2010-11 시즌에는 블랙풀 올해의 선수에 선정되기도 했다.
2012-13 시즌을 마친 뒤 7시즌간 몸 담았던 블랙풀을 떠나 9년만에 체스터필드 FC로 복귀하여 2017-18 시즌까지 5시즌동안 공식전 175경기 5골을 기록하며 2013-14 시즌 EFL 리그 투 우승, 2013-14 시즌 EFL 트로피 준우승 등에 기여했고 2013-14 시즌에는 PFA에서 선정한 2013-14 시즌 리그 투 올해의 팀에 선정되기도 했으며 2017-18 시즌을 끝으로 프로 공식전 594경기 26골의 기록을 남긴 후 19년간의 현역 생활을 마감했다.

## 지도자 경력

### 배로 AFC
현역 은퇴 후 잉글랜드 내셔널리그의 배로 AFC의 사령탑으로 본격적인 지도자 커리어를 시작하여 2시즌동안 40승 21무 29패의 성적을 거두며 팀의 2019-20 시즌 내셔널리그 우승 및 차기 시즌 EFL 리그 투 승격을 이끌었다.

### 볼턴 원더러스
배로를 2019-20 시즌 내셔널리그 우승팀으로 만든 뒤 2020-21 시즌을 앞두고 EFL 리그 투의 볼턴 원더러스 감독으로 취임하여 2020-21 시즌 EFL 리그 투 3위, 2022-23 시즌 EFL 트로피 우승을 안겼다.

## 수상 내역

### 클럽 (선수)
블랙풀 FC
- EFL 리그 원 플레이오프 : 우승 (2006-07)
- EFL 챔피언십 플레이오프 : 우승 (2009-10)

체스터필드 FC
- EFL 리그 투 : 우승 (2013-14)
- EFL 트로피 : 준우승 (2013-14)

### 클럽 (지도자)
배로 AFC
- 잉글랜드 내셔널리그 : 우승 (2019-20)

볼턴 원더러스
- EFL 리그 투 : 3위 (2020-21)
- EFL 트로피 : 우승 (2022-23)

### 개인 (선수)
- 블랙풀 FC 올해의 선수 : 2010-11
- PFA 선정 EFL 리그 투 올해의 팀 : 2013-14

### 개인 (지도자)
- 잉글랜드 내셔널리그 이달의 감독상 : 2018년 12월
- 잉글랜드 내셔널리그 올해의 감독상 : 2019-20
- EFL 리그 투 이달의 감독상 : 2020년 11월, 2021년 2월, 2021년 3월
- EFL 리그 원 이달의 감독상 : 2023년 10월, 2023년 11월